# Línea 4 (TRAM Metropolitano de Alicante)
Línea 4 del TRAM Metropolitano de Alicante es un recorrido que está en servicio en el tranvía de Alicante. Discurre íntegramente por el término municipal de Alicante, conectando la ciudad con la Playa de la Albufereta, la Playa de San Juan y el Cabo de la Huerta. Sale desde la estación de Luceros, en el centro de la capital, circulando por el bucle que forma la línea en Playa de San Juan, con parada de referencia en Plaza de La Coruña. Es un servicio metropolitano que se realiza en 29 minutos, con los tranvías Flexity de Bombardier.

## Historia
La línea 4 fue concebida como un ramal de la línea 1, siendo una bifurcación en el trazado heredado del histórico Trenet de la Marina para dar servicio a las zonas de playa. Se inauguró el 10 de mayo de 2007 entre Albufereta y Porta del Mar, con motivo de la inauguración de las estaciones de MARQ y Mercado para las líneas 1 y 3, que dejó sin servicio el tramo hasta Porta del Mar para las mismas líneas. La ejecución de la obra actual se hizo en dos fases. La primera desde la actual Lucentum (prolongando la línea 4 desde Albufereta) hasta el final de la Avenida Goleta (parada Avenida de las Naciones), tramo inaugurado el 15 de junio de 2007, y la segunda fase desde este punto cerrando un bucle en vía única por la zona, con ida por la Avenida Costa Blanca y vuelta por la Avenida de las Naciones, añadiendo siete paradas más e inaugurada en 2009. Al inaugurarse la parada Luceros, en 2010, la cabecera de la línea 4 pasó a la parada Luceros, en lugar de Porta del Mar, realizándose el recorrido entre Sangueta y Porta del Mar en la línea 4L.
En su día, se desestimó la idea de unir la parada de Costa Blanca con Plaza de La Coruña, conectando las líneas 1 y 3 con las 4 y 5 en este punto.

## Estaciones y apeaderos
| Nombre de Estación/Apeadero | Dirección                                    | Municipio | Correspondencias | Servicios                                                |
| --------------------------- | -------------------------------------------- | --------- | ---------------- | -------------------------------------------------------- |
| Luceros                     | Plaza de los Luceros                         | Alicante  |                  | Estación accesible · Aparcamiento · Punto de Información |
| Mercado                     | Av. Alfonso el Sabrio                        | Alicante  |                  | Estación accesible                                       |
| MARQ-Castillo               | Pl. Doctor Mas Magro                         | Alicante  |                  | Estación accesible                                       |
| Sangueta                    | Av. de Villajoyosa                           | Alicante  |                  | Estación accesible                                       |
| La Isleta                   | Plaza de la Isleta                           | Alicante  |                  | Estación accesible                                       |
| Albufereta                  | Vial Flora España                            | Alicante  |                  | Estación accesible                                       |
| Lucentum                    | Calles Virgilio / Diana                      | Alicante  |                  | Estación accesible · Aparcamiento                        |
| Miriam Blasco               | Av. Deportista Miriam Blasco                 | Alicante  |                  | Estación accesible                                       |
| Sergio Cardell              | Glorieta Deportista Sergio Cardell           | Alicante  |                  | Estación accesible                                       |
| Tridente                    | Av. Goleta                                   | Alicante  |                  | Estación accesible                                       |
| Av. Naciones                | Av. Goleta                                   | Alicante  |                  | Estación accesible                                       |
| Cabo Huertas                | Av. Costa Blanca                             | Alicante  |                  | Estación accesible                                       |
| Av. Benidorm                | Av. Costa Blanca                             | Alicante  |                  | Estación accesible                                       |
| Londres                     | Av. Costa Blanca                             | Alicante  |                  | Estación accesible                                       |
| Plaza de La Coruña          | Av. Oviedo                                   | Alicante  |                  | Estación accesible                                       |
| Instituto                   | Av. Oviedo                                   | Alicante  |                  | Estación accesible                                       |
| Países Escandinavos         | Av. de las Naciones                          | Alicante  |                  | Estación accesible                                       |
| Holanda                     | Glorieta del fotoperiodista Perfecto Arjones | Alicante  |                  | Estación accesible                                       |

## Evolución del tráfico
| Año       | 2007    | 2008    | 2009    | 2010    | 2011      | 2012      | 2013      | 2014      | 2015      | 2016      | 2017      | 2018      | 2019      | 2020    | 2021      | 2022      |
| --------- | ------- | ------- | ------- | ------- | --------- | --------- | --------- | --------- | --------- | --------- | --------- | --------- | --------- | ------- | --------- | --------- |
| Pasajeros | 145.513 | 541.690 | 674.240 | 860.834 | 1.129.065 | 1.105.945 | 1.163.568 | 1.361.156 | 1.452.265 | 1.544.899 | 1.528.958 | 1.492.224 | 1.371.854 | 798.140 | 1.033.786 | 1.535.871 |